# Joislingapura, Harapanahalli
Joislingapura là một làng thuộc tehsil Harapanahalli, huyện Davanagere, bang Karnataka, Ấn Độ.